# Symphonie no 50 de Joseph Haydn
La Symphonie no 50 de Joseph Haydn en do majeur Hob.50 est une symphonie du compositeur autrichien Joseph Haydn. Composée en 1773, elle comporte quatre mouvements.
Cette œuvre a pu être retravaillée à partir de la musique composée pour une pièce de théâtre de marionnettes donnée pour l'Impératrice Marie-Thérèse. Compte tenu des goûts musicaux assez conservateurs de l'Impératrice, Haydn aurait adopté un style plus compassé qu'à l'accoutumée.

## Analyse de l'œuvre
1. Adagio - Allegro di molto
2. Andante
3. Menuet
4. Presto

Durée approximative : 18 minutes

## Instrumentation
- deux hautbois, deux cors, deux trompettes, timbales, cordes.